# Progress MS-08
Chronologie
Progress MS-07 Progress MS-09
Progress MS-08 (en russe : Прогресс МС-08) est une mission de ravitaillement russe de la Station spatiale internationale (ISS/SSI), réalisée grâce au cargo russe éponyme Progress MS. Le décollage a eu lieu le 13 février 2018, depuis le cosmodrome de Baïkonour, au Kazakhstan, à l'aide d'un lanceur Soyouz-2. Ce vaisseau est identifié par la NASA sous le nom « Progress 69P ».

## Contexte
Le vaisseau cargo Progress fut développé en Union Soviétique dans les années 70, pour permettre le ravitaillement des équipages des stations Saliout, devant ainsi le premier vaisseau cargo de l'histoire. Développé sur la base du vaisseau habité Soyouz, dont il partage de nombreuses caractéristiques, il effectua son premier vol en 1978, vers la station Saliout 6. Par la suite, il desservira également la station Saliout 7, puis Mir. Dans les années 90, le cargo sera équipé d'une petite capsule permettant le retour de fret sur Terre, dénommée VBK-Radouga, qui fut utilisée à 10 reprises. Au début des années 2000, Progress M1-5 désorbita la station Mir, et les vols du cargo furent entièrement redirigés vers la desserte de la Station spatiale internationale.
Au fil des années, plusieurs versions du vaisseau furent développées. La version initiale 7K-TG initiale fut remplacée en 1989 par le Progress-M (« Modernisé »), qui verra l'ajout notable de panneaux solaires. En 2000, Progress-M1 verra le jour, conçu pour transporter plus de carburant, au détriment des autres ressources, il ne volera que durant 4 ans. En 2008, Progress M-M volera pour la première fois, avec ses nouveaux systèmes de bord numériques. Finalement, il sera remplacé par le Progress MS, disposant de diverses améliorations, telles que :
- L'ajout d'un compartiment externe permettant l'éjection de microsatellites et CubeSats. C'est le vol de Progress MS-03 qui sera le premier à l'utiliser.
- Le remplacement du système radio Kvant-V ukrainien par un Système de Commandes et de Télémétrie Unifié (EKTS).
- L'amélioration de la protection contre les micrométéorites, et l'ajout de systèmes de secours pour le mécanisme d'amarrage.

## Mission

### Préparation et lancement
Le lancement du vaisseau ravitailleur était initialement prévu le 11 février 2018, toutefois, la séquence de lancement fut stoppée quelques secondes avant le décollage, entraînant l'arrêt d'urgence des moteurs. Le décollage a été reporté de 48 heures, et Progress MS-08 décolla finalement le 13 février, à bord d'une Soyouz 2.1a, partie du Complexe Vostok (Site 31/6) du cosmodrome de Baïkonour, au Kazakhstan.

### Amarrage et mission orbitale
Progress MS-08 aurait dû inaugurer un nouveau profil de vol, permettant un amarrage en deux orbites seulement avec la station. Toutefois, à la suite du report du lancement, la position de l'ISS ne permettait plus une telle manœuvre. Progress MS-08 a donc rejoint la station en 34 orbites, en effectuant trois manœuvres de correction en route. Il s'amarre finalement au module Zvezda le 15 février, grâce au système d'amarrage Kours.
Le vaisseau ravitailleur se sépare de la station le 23 août de la même année. Il reste une semaine en orbite, afin d'effectuer diverses expériences nommées « Izguib », puis rentre dans l'atmosphère au-dessus de l'Océan Pacifique, où il sera détruit.

## Galerie

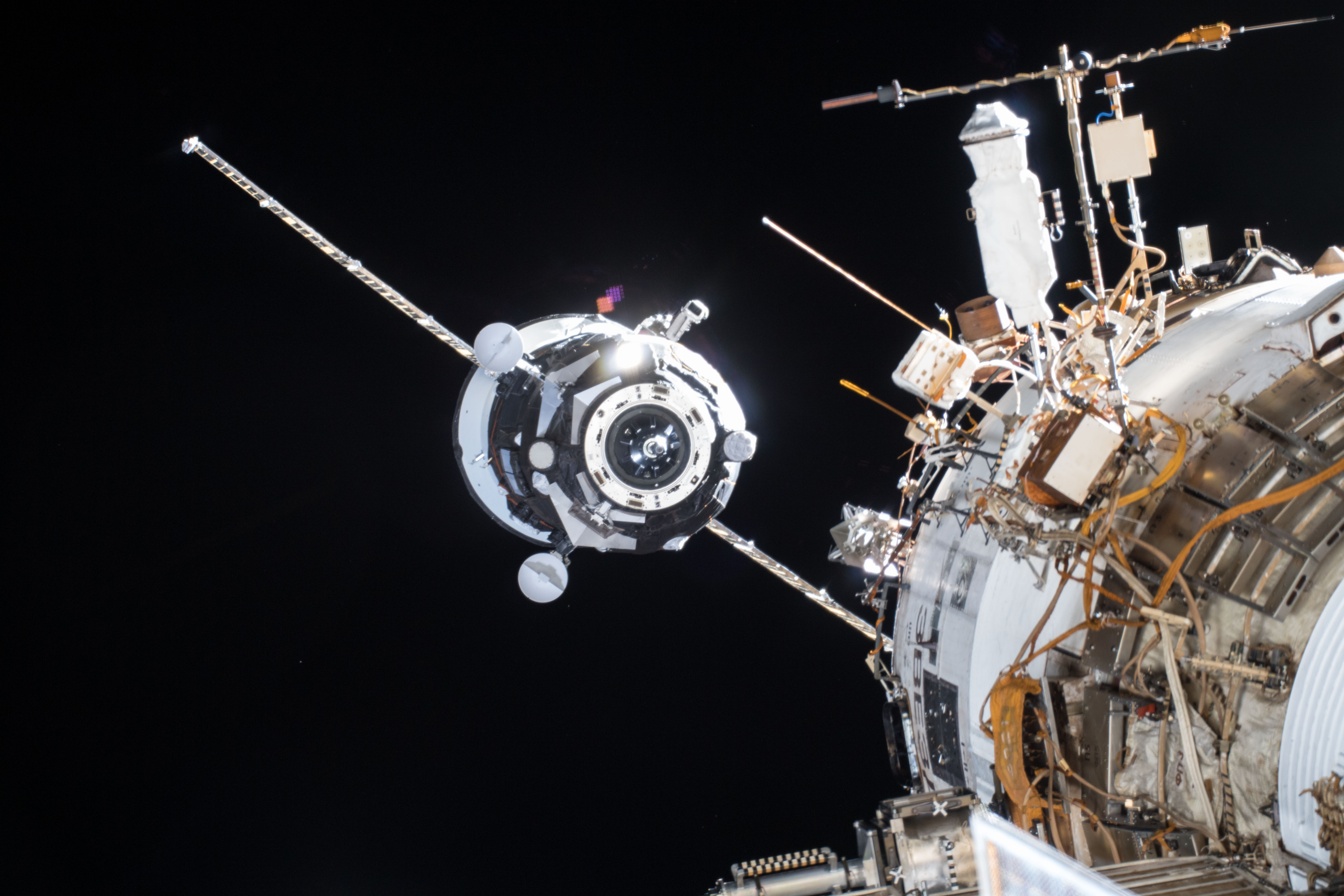
Approche de Progress MS-08
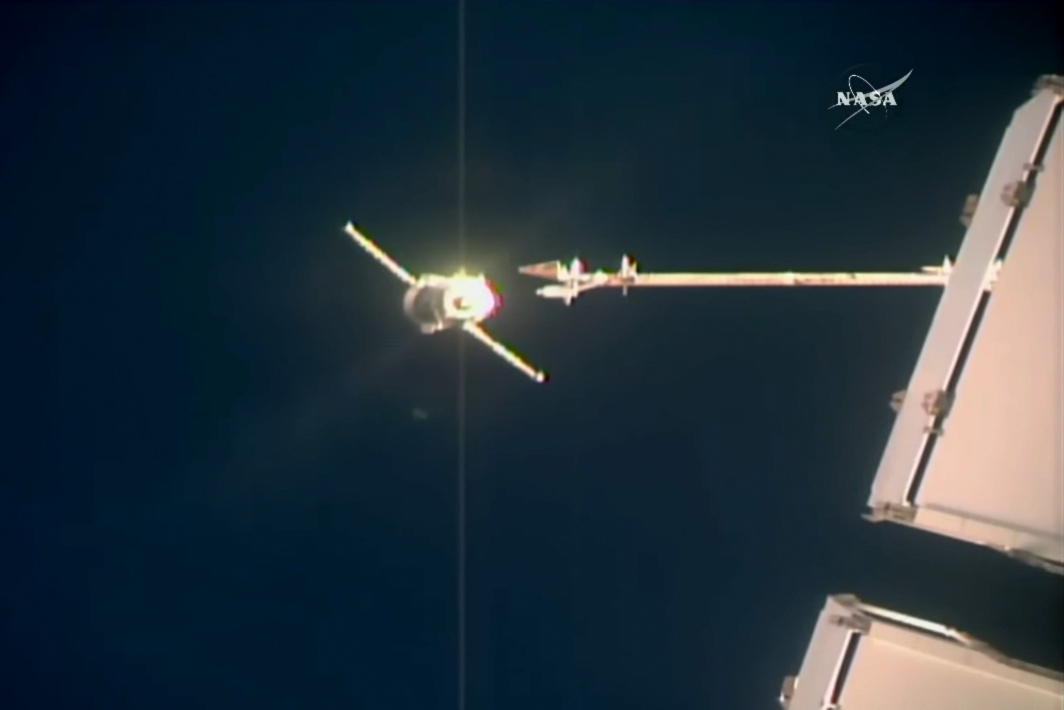
Approche de Progress MS-08
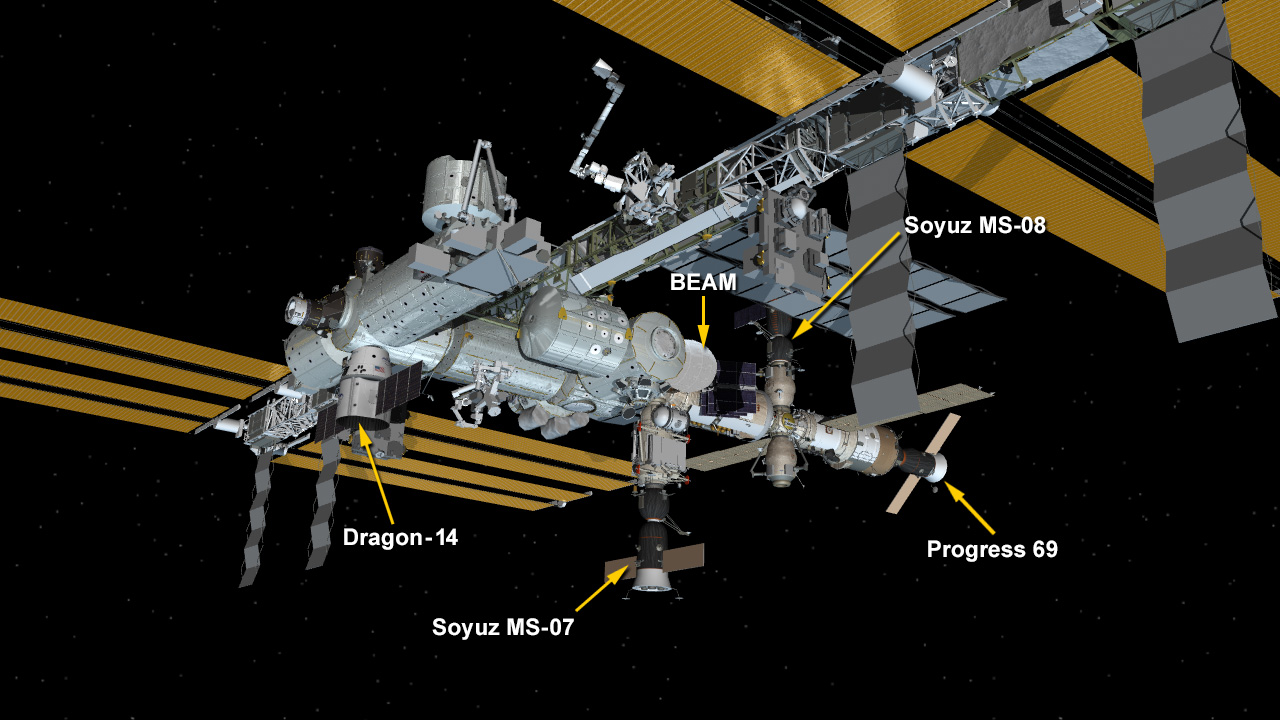
Configuration de l'ISS après l'amarrage de Progress MS-08